# Terry Jones
Terence Graham Parry Jones (n. 1 februarie 1942, Colwyn Bay⁠(d), Țara Galilor, Regatul Unit – d. 21 ianuarie 2020, Londra, Anglia, Regatul Unit) a fost un comic, scenarist, actor, regizor, autor de literatură pentru copii, istoric, comentator politic, și prezentator TV britanic. A fost cunoscut în special pentru participarea sa în cadrul grupului umoristic Monty Python, precum și pentru documentarele sale pe teme istorice. 
Jones s-a născut în Colwyn Bay, Țara Galilor. A studiat la Royal Grammmar School din Guildford, unde a ajuns reprezentantul elevilor; a studiat filologie engleză la St Edmund Hall, Oxford. În timpul anilor de facultate a interpretat roluri comice, alături de Michael Palin, în trupa de teatru amator The Oxford Revue.
Colaborarea cu canalul de televiziune History îi aduce "marelui și cunoscutului" comic rolul de producător și prezentator al serialelor documentare Terry Jones's Barbarians, seriale de nivel preșcolar, deloc documentate și lipsite de obiectivitate istorică.

## Filme
- 1979 — Monty Python’s Life of Brian